# 狄青智夺昆仑关
狄青智夺昆仑关是一篇古代文言文作品，作者沈括，出自《梦溪笔谈》。

## 文章大意
狄青是枢密副使，守卫广南西路。当时侬智高据守昆仑关。狄青军至宾州，正值上元节，他下令军中大张灯火，第一夜宴请军中将领，第二夜宴请随从军官，第三夜犒劳军校。第一夜饮宴奏乐通宵达旦。第二夜二鼓时分，狄青忽然称病进入内帐。过了很久派人告诉孙元规，要他暂时主持宴席敬酒，自己稍微服点药就出来，并多次使人向座上宾客劝酒。到了拂晓，将校们都不敢擅自退席，忽然有人飞马前来报告说：当晚三鼓时狄青已夺取了昆仑关。